# پراش فرانل
در اپتیک، معادله پراش فرنل برای پراش میدان نزدیک، تقریبی از پراش کیرشهوف-فرنل است که می‌تواند برای انتشار امواج در میدان نزدیک اعمال شود. برای محاسبه الگوی پراش ایجاد شده توسط امواجی که از دیافراگم یا اطراف یک جسم می‌گذرند، هنگامی که از نسبتاً نزدیک به جسم مشاهده می‌شود، استفاده می‌شود. در مقابل، الگوی پراش در ناحیه میدان دور توسط معادله پراش Fraunhofer ارائه شده است.
آرایش نوری میدان نزدیک را می‌توان با عدد فرنل، F، مشخص کرد. زمانی که {\displaystyle F\gg 1}، موج پراش شده در میدان نزدیک در نظر گرفته می‌شود. با این حال، اعتبار انتگرال پراش فرنل با تقریب‌های به دست آمده در زیر استنتاج می‌شود. به‌طور خاص، شرایط فاز مرتبه سوم و بالاتر باید ناچیز باشد، شرطی که ممکن است به صورت زیر نوشته شود:{\displaystyle {\frac {F\theta ^{2}}{4}}\ll 1,}جایی که {\displaystyle \theta } حداکثر زاویه توصیف شده، توسط {\displaystyle \theta \approx a/L}, a و L مانند تعریف عدد فرنل.

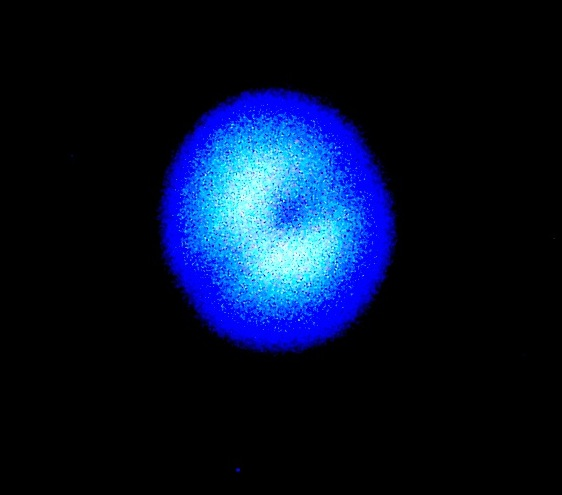
پراش فرنل نقطه مرکزی آراگو را نشان می‌دهد

پراش فرنل چندگانه در برآمدگی‌های تناوبی با فاصله نزدیک (آینه رج دار) باعث انعکاس چشمی می‌شود. این اثر را می‌توان برای آینه‌های اتمی استفاده کرد. نمونه پراش فرنل، پراش میدان نزدیک است.

## درمان‌های اولیه این پدیده
برخی از اولین کارهای مربوط به آنچه که به عنوان پراش فرنل شناخته می‌شود توسط فرانچسکو ماریا گریمالدی در ایتالیا در قرن هفدهم انجام شد. ریچارد سی مک لورین در مونوگراف خود با عنوان «نور»، پراش فرنل را با این پرسش توضیح می‌دهد که وقتی نور منتشر می‌شود چه اتفاقی می‌افتد، و چگونه این فرایند تحت تأثیر قرار می‌گیرد هنگامی که یک مانع با یک شکاف یا سوراخ در آن در پرتو تولید شده توسط یک پرتو قرار می‌گیرد. منبع نور دور او از اصل هویگنس برای بررسی آنچه اتفاق می‌افتد، در اصطلاح کلاسیک استفاده می‌کند. جبهه موجی که از شکاف پیش می‌رود و به سمت صفحهٔ تشخیص در فاصله‌ای بسیار دورتر می‌آید، بدون در نظر گرفتن هر گونه فعل و انفعالات دقیقه‌ای با لبه فیزیکی واقعی، به یک جبهه موجی که در سراسر ناحیه شکاف منشأ می‌گیرد، نزدیک می‌شود.
نتیجه این است که اگر شکاف بسیار باریک باشد، فقط الگوهای پراش با مراکز روشن می‌توانند رخ دهند. اگر شکاف به تدریج گسترده‌تر شود، الگوهای پراش با مراکز تاریک با الگوهای پراش با مراکز روشن جایگزین می‌شوند. با بزرگتر شدن شکاف، تفاوت بین نوارهای تیره و روشن کاهش می‌یابد تا زمانی که اثر پراش دیگر قابل تشخیص نباشد.
مک لورین به این احتمال اشاره نمی‌کند که مرکز مجموعه حلقه‌های پراشی که هنگام تابش نور از یک سوراخ کوچک تولید می‌شود ممکن است سیاه باشد، اما او به وضعیت معکوس اشاره می‌کند که در آن سایه ایجاد شده توسط یک جسم دایره ای کوچک به‌طور متناقضی می‌تواند روشنایی داشته باشد. مرکز (پ. ۲۱۹)
فرانسیس وستون سیرز در اپتیک خود یک تقریب ریاضی پیشنهاد شده توسط فرنل ارائه می‌دهد که ویژگی‌های اصلی الگوهای پراش را پیش‌بینی می‌کند و فقط از ریاضیات ساده استفاده می‌کند. با در نظر گرفتن فاصله عمود از سوراخ در یک صفحه مانع تا یک صفحه تشخیص نزدیک به همراه طول موج نور فرودی، می‌توان تعدادی از مناطق به نام عناصر نیم دوره یا مناطق فرنل را محاسبه کرد. ناحیه داخلی یک دایره است و هر ناحیه بعدی یک حلقه حلقوی متحدالمرکز خواهد بود. اگر قطر سوراخ دایره‌ای در صفحه برای نشان دادن اولین یا مرکز فرنل منطقه کافی باشد، دامنه نور در مرکز صفحه تشخیص دو برابر خواهد بود که اگر صفحه تشخیص مسدود نمی‌شد. اگر قطر سوراخ دایره‌ای در صفحه برای نشان دادن دو ناحیه فرنل کافی باشد، دامنه در مرکز تقریباً صفر است. این بدان معناست که یک الگوی پراش فرنل می‌تواند مرکز تاریکی داشته باشد. این الگوها قابل مشاهده و اندازه‌گیری هستند و به خوبی با مقادیر محاسبه شده برای آنها مطابقت دارند.

## انتگرال پراش فرنل

هندسه پراش، صفحه دیافراگم (یا جسم در حال پراش) و صفحه تصویر را با سیستم مختصات نشان می‌دهد.

الگوی پراش میدان الکتریکی در یک نقطه (x, y، z) به صورت زیر به دست می‌آید:
{\displaystyle E\left(x,y,z\right)={\frac {1}{i\lambda }}\iint _{-\infty }^{+\infty }{E\left(x',y',0\right){\frac {e^{ikr}}{r}}}{\frac {z}{r}}dx'dy'}جایی که
- {\displaystyle E\left(x',y',0\right)\,} میدان الکتریکی در دیافراگم است.
- {\displaystyle r={\sqrt {\left(x-x'\right)^{2}+\left(y-y'\right)^{2}+z^{2}}}\,} ;
- {\displaystyle k\,} عدد موج است {\displaystyle 2\pi /\lambda \,} ; و
- {\displaystyle i\,} واحد خیالی است.

حل تحلیلی این انتگرال به سرعت برای همه به جز ساده‌ترین هندسه‌های پراش، به‌طور غیرعملی پیچیده می‌شود؛ بنابراین معمولاً به صورت عددی محاسبه می‌شود.

### تقریب فرنل

مقایسه بین الگوی پراش به دست آمده با معادله ریلی-سومرفلد، تقریب فرنل (پاراکسیال) و تقریب فرانهوفر (میدان دور).

مشکل اصلی برای حل انتگرال عبارت r است. ابتدا می‌توانیم جبر را با جایگزینی ساده کنیم:
{\displaystyle \rho ^{2}=\left(x-x'\right)^{2}+\left(y-y'\right)^{2}\,}
با جایگزین کردن عبارت r، متوجه می‌شویم:
{\displaystyle r={\sqrt {\rho ^{2}+z^{2}}}=z{\sqrt {1+{\frac {\rho ^{2}}{z^{2}}}}}}
بعد، با بسط دو جمله ای،{\displaystyle {\sqrt {1+u}}=(1+u)^{\frac {1}{2}}=1+{\frac {u}{2}}-{\frac {u^{2}}{8}}+\cdots }می‌توانیم بیان کنیم {\displaystyle r} مانند
{\displaystyle {\begin{aligned}r&=z{\sqrt {1+{\frac {\rho ^{2}}{z^{2}}}}}\\&=z\left[1+{\frac {\rho ^{2}}{2z^{2}}}-{\frac {1}{8}}\left({\frac {\rho ^{2}}{z^{2}}}\right)^{2}+\cdots \right]\\&=z+{\frac {\rho ^{2}}{2z}}-{\frac {\rho ^{4}}{8z^{3}}}+\cdots \end{aligned}}}اگر تمام عبارات سری دو جمله ای را در نظر بگیریم، هیچ تقریبی وجود ندارد. اجازه دهید این عبارت را در برهان نمایی درون انتگرال جایگزین کنیم. کلید تقریب فرنل این است که فرض کنیم جمله سوم بسیار کوچک است و می‌توان آن را نادیده گرفت و از این پس هر مرتبه بالاتری را نادیده گرفت. به منظور امکان‌پذیر ساختن این امر، باید به تغییر نمایی برای یک عبارت تقریباً صفر کمک کند. به عبارت دیگر، باید بسیار کوچکتر از دوره نمایی مختلط باشد؛ یعنی:
{\displaystyle k{\frac {\rho ^{4}}{8z^{3}}}\ll 2\pi }بیان k بر حسب طول موج،
{\displaystyle k={\frac {2\pi }{\lambda }}}رابطه زیر را دریافت می‌کنیم:
{\displaystyle {\frac {\rho ^{4}}{z^{3}\lambda }}\ll 8}ضرب هر دو طرف در {\displaystyle z^{3}/\lambda ^{3}} ، ما داریم:{\displaystyle {\frac {\rho ^{4}}{\lambda ^{4}}}\ll 8{\frac {z^{3}}{\lambda ^{3}}}}یا، جایگزین عبارت قبلی برای {\displaystyle \rho ^{2}} ،
{\displaystyle {\frac {1}{\lambda ^{4}}}\left[\left(x-x'\right)^{2}+\left(y-y'\right)^{2}\right]^{2}\ll 8{\frac {z^{3}}{\lambda ^{3}}}}اگر این شرط برای همه مقادیر x , x' , y و y' صادق باشد، می‌توانیم عبارت سوم را در عبارت تیلور نادیده بگیریم. علاوه بر این، اگر عبارت سوم ناچیز باشد، تمام عبارت‌های مرتبه بالاتر حتی کوچکتر خواهند بود، بنابراین می‌توانیم آنها را نیز نادیده بگیریم.
برای کاربردهای مربوط به طول موج‌های نوری، طول موج λ معمولاً چندین مرتبه کوچکتر از ابعاد فیزیکی مربوطه است. به خصوص:
{\displaystyle \lambda \ll z}و
{\displaystyle \lambda \ll \rho }بنابراین، به عنوان یک موضوع عملی، تا زمانی که نابرابری مورد نیاز همیشه صادق باشد، داریم:
{\displaystyle \rho \ll z}می‌توانیم عبارت را تنها با دو عبارت اول تقریب بزنیم:
{\displaystyle r\approx z+{\frac {\rho ^{2}}{2z}}=z+{\frac {\left(x-x'\right)^{2}+\left(y-y'\right)^{2}}{2z}}}
بنابراین، این معادله تقریب فرنل است، و نابرابری بیان شده در بالا شرط اعتبار تقریب است.

### پراش فرنل
شرط اعتبار نسبتاً ضعیف است و به همه پارامترهای طول اجازه می‌دهد تا مقادیر قابل مقایسه را بگیرند، مشروط بر اینکه دیافراگم در مقایسه با طول مسیر کوچک باشد. برای r در مخرج یک قدم جلوتر می‌رویم و آن را تنها با جمله اول تقریب می‌کنیم. {\displaystyle r\approx z} . این به ویژه زمانی معتبر است که ما به رفتار میدان فقط در ناحیه کوچکی نزدیک به مبدأ علاقه‌مند باشیم، جایی که مقادیر x و y بسیار کوچکتر از z هستند. به‌طور کلی، پراش فرنل در صورتی معتبر است که عدد فرنل تقریباً ۱ باشد.
برای پراش فرنل میدان الکتریکی در نقطه {\displaystyle (x,y,z)} سپس توسط:
{\displaystyle E(x,y,z)={\frac {e^{ikz}}{i\lambda z}}\iint _{-\infty }^{+\infty }E\left(x',y',0\right)e^{{\frac {ik}{2z}}\left[\left(x-x'\right)^{2}+\left(y-y'\right)^{2}\right]}dx'dy'}

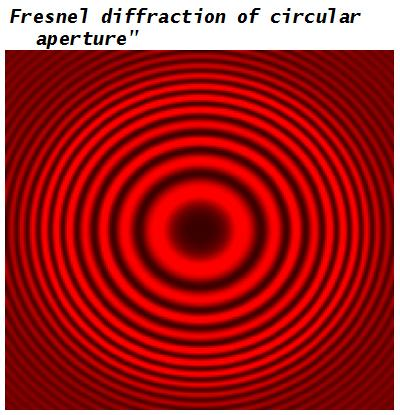
پراش فرنل دیافراگم دایره ای، رسم شده با توابع لومل

این انتگرال پراش فرنل است. این بدان معنی است که اگر تقریب فرنل معتبر باشد، میدان انتشار یک موج کروی است که از دیافراگم منشأ گرفته و در امتداد z حرکت می‌کند. انتگرال دامنه و فاز موج کروی را تعدیل می‌کند. حل تحلیلی این عبارت هنوز فقط در موارد نادر امکان‌پذیر است. برای یک مورد ساده‌تر، که فقط برای فواصل بسیار بزرگتر از منبع پراش معتبر است، به پراش فراونهوفر مراجعه کنید. برخلاف پراش فراونهوفر، پراش فرنل انحنای جبهه موج را برای محاسبه صحیح فاز نسبی امواج تداخلی به حساب می‌آورد.

## فرم‌های جایگزین

### پیچیدگی
انتگرال را می‌توان به روش‌های دیگری بیان کرد تا بتوان آن را با استفاده از برخی ویژگی‌های ریاضی محاسبه کرد. اگر تابع زیر را تعریف کنیم:
{\displaystyle h(x,y,z)={\frac {e^{ikz}}{i\lambda z}}e^{i{\frac {k}{2z}}\left(x^{2}+y^{2}\right)}}
سپس انتگرال را می‌توان در قالب یک پیچیدگی بیان کرد:
{\displaystyle E(x,y,z)=E(x,y,0)*h(x,y,z)}به عبارت دیگر ما انتشار را با استفاده از مدلسازی فیلتر خطی نشان می‌دهیم. به همین دلیل است که ممکن است تابع را فراخوانی کنیم {\displaystyle h(x,y,z)} پاسخ تکانه انتشار فضای آزاد.

### تبدیل فوریه
راه ممکن دیگر از طریق تبدیل فوریه است. اگر در انتگرال k را بر حسب طول موج بیان کنیم:
{\displaystyle k={\frac {2\pi }{\lambda }}}و هر جزء از جابجایی عرضی را گسترش دهید:{\displaystyle {\begin{aligned}\left(x-x'\right)^{2}&=x^{2}+{x'}^{2}-2xx',\\\left(y-y'\right)^{2}&=y^{2}+{y'}^{2}-2yy',\end{aligned}}}
سپس می‌توانیم انتگرال را برحسب تبدیل فوریه دو بعدی بیان کنیم. اجازه دهید از تعریف زیر استفاده کنیم:
{\displaystyle G(p,q)={\mathcal {F}}\left\{g(x,y)\right\}\equiv \iint _{-\infty }^{\infty }g(x,y)e^{-i2\pi (px+qy)}\,dx\,dy,}که در آن p و q فرکانس‌های فضایی هستند (اعداد موج). انتگرال فرنل را می‌توان به صورت بیان کرد.
{\displaystyle {\begin{aligned}E(x,y,z)&=\left.{\frac {e^{ikz}}{i\lambda z}}e^{i{\frac {\pi }{\lambda z}}\left(x^{2}+y^{2}\right)}{\mathcal {F}}\left\{E(x',y',0)e^{i{\frac {\pi }{\lambda z}}\left({x'}^{2}+{y'}^{2}\right)}\right\}\right|_{p={\frac {x}{\lambda z}},\ q={\frac {y}{\lambda z}}}\\&=h(x,y)\cdot G(p,q){\big |}_{p={\frac {x}{\lambda z}},\ q={\frac {y}{\lambda z}}},\end{aligned}}}یعنی ابتدا میدانی را که قرار است منتشر شود در یک نمایی مختلط ضرب کنید، تبدیل فوریه دو بعدی آن را محاسبه کنید، جایگزین کنید. {\displaystyle (p,q)} با {\displaystyle \left({\tfrac {x}{\lambda z}},{\tfrac {y}{\lambda z}}\right)} و آن را در یک عامل دیگر ضرب کنید. زمانی که فرایند به تبدیل فوریه شناخته شده منتهی شود، این عبارت بهتر از سایرین است، و ارتباط با تبدیل فوریه در تبدیل متعارف خطی، که در زیر مورد بحث قرار می‌گیرد، محکم می‌شود.

### تبدیل متعارف خطی
از نقطه نظر تبدیل متعارف خطی، پراش فرنل را می‌توان به عنوان یک برش در حوزه زمان-فرکانس مشاهده کرد، که مطابق با چگونگی تبدیل فوریه یک چرخش در حوزه زمان-فرکانس است.